# Пам'ятники Олександрії
Відомості про існування пам'ятників у місті Олександрії до повалення царизму відсутні. За період радянської окупації та Незалежності в місті було встановлено низку пам'ятників і пам'ятних знаків. Більшість із яких у центральній частині міста та на Соборному проспекті.
Серед пам'ятників встановлених в радянські часи, значна частина присвячена тематиці Німецько-радянської війни. Вони розміщуються переважно на території кількох меморіальних поховань. За доби Незалежності демонтаж радянських пам'ятників фактично не проводився до початку Ленінопаду, коли в місті було знесено пару пам'ятників Леніну. У 2000-ні роки було демонтовано, напівзруйнований мисливцями за кольоровими металами, і замінено на новий пам'ятник загиблим афганцям, також замінений на новий пам'ятник Тарасу Шевченку що почав руйнуватись під впливом погодних чинників.
22 лютого 2014 року за ініціативи Громадської організації «Козацький Звичай» було знесено пам'ятник Леніну на центральній площі та пам'ятник Леніну з червоноармійцем, що стояв біля залізничного вокзалу.
Після 1991 року у місті були встановлені пам'ятники жертвам Чорнобильської катастрофи, розстріляним радянським військовополоненим, жертвам Голодомору, євреям загиблим в окупованій Олександрії. Також у місті встановлено ряд меморіальних дощок.
Нижче подано неповний список пам'ятників встановлених на території міста Олександрії.
| Назва                                                                                            | Дата встановлення   | Розташування | Фото | Короткі відомості |
| Шевченкові Тарасу                                                                                |                     | Соборний проспект, поряд з гімназією № 1 імені Т. Г. Шевченка                                                          |      | У 2000-х рр. бюст був замінений, через руйнування попереднього під впливом погодних чинників |
| Братська могила радянських воїнів, що загинули при визволенні Олександрії, меморіальний комплекс |                     | На розі вулиць Братської, Діброви і Таврійської                                                                        |      | Меморіал розташований в центрі міста на місці стародавньої насипної могили. Окреме поховання на його території у Іллі Діброви. Пам'ятка історії місцевого значення |
| Пам'яті розстріляних підпільників                                                                |                     | На території комплексу Братської могили                                                                                |      | |
| Маршалу Петру Кошовому                                                                           | Жовтень 1949 року   | Площа Кошового на розі вулиць Чижевського, Шевченка і Бульварної                                                       |      | Пам'ятка монументального мистецтва місцевого значення |
| Воїнам-інтернаціоналістам, що загинули в республіці Афганістан                                   |                     | Соборний проспект, перед будівлею міської ради                                                                         |      | Пам'ятник встановлено на місці пам'ятника загиблим афганцям, що був частково зруйнований мисливцями за кольоровими металами. |
| Жертвам Чорнобильської катастрофи                                                                |                     | Сквер на Соборній площі                                                                                                |      | |
| Зруйнованому Свято-Успенському собору, пам'ятний хрест                                           |                     | Соборна площа |      | Встановлено на місці де знаходився центральний храм міста до зруйнування більшовиками у 1930-ті рр. |
| Воїнам визволителям міста, військовополоненим загиблим в період 1941—1943 рр., пам'ятний знак    |                     | Театральний сквер перед міським палацом культури                                                                       |      | |
| Побратимству між Олександрією і містом Сінь-І (Китай), пам'ятний знак                            |                     | Соборний проспект, перед будівлею міської ради                                                                         |      | |
| Підкорювачам космосу                                                                             |                     | Центральна алея міського парку культури та відпочинку імені Т. Шевченка, вулиця Шевченка                               |      | |
| Жертвам голодоморів та політичних репресій, пам'ятний хрест                                      | 2008                | Вулиця Братська |      | |
| Визволителям міста                                                                               |                     | Площа Визволення, П'ятнадцятий мікрорайон                                                                              |      | Головним елементом є танк Т-34, що за місцевою легендою першим увірвався до міста в 1943 р. |
| Космонавту Леоніду Попову                                                                        |                     | Площа Попова, що на Соборному проспекті, мікрорайон Тинда                                                              |      | Пам'ятка монументального мистецтва місцевого значення |
| Братська могила                                                                                  |                     | Вулиця 6 Грудня, мікрорайон Тинда                                                                                      |      | Пам'ятка історії місцевого значення |
| Євреям, вбитим під час окупації                                                                  |                     | Вулиця Софiївська, біля міської санстанції                                                                             |      | Встановлено на місці масових розтрілів переважно єврейського населення в період німецької окупації. Присвячений 2572 євреям-олександрійцям розстріляним у 1941—1942 роках. |
| Загиблим радянським військовополоненим                                                           | 9 травня 2004 року  | Вулиця Олексiя Скiчка, територія колишнього цегельного заводу, Чотирнадцятий мікрорайон                                |      | Встановлено на території колишнього олександрійського табору для військовополонених. Відкритий за підтримки Віктора Ющенка. |
| Сухомлинському Василеві                                                                          |                     | Проспект Будівельників, 39а, територія Олександрійського педагогічного коледжу ім. Сухомлинського, мікрорайон Перемога |      | . |
| Меморіальне поховання радянських солдатів, що загинули у Другій світовій війні                   |                     | Мікрорайон Перемога |      | Поховано троє відомих радянських солдатів і шість невідомих |
| Меморіальне поховання радянських солдатів, що загинули у Другій світовій війні                   |                     | Військове кладовище на Дніпропетровському шосе, Заводський мікрорайон                                                  |      | |
| Меморіальне поховання радянських солдатів, що загинули у Другій світовій війні                   |                     | Кладовище на Лисій горі, Заводський мікрорайон                                                                         |      | Майже всі поховані солдати померли у листопаді-грудні 1943 |
| Меморіальне поховання радянських солдатів, що загинули у Другій світовій війні                   |                     | Старе кладовище на Користівському шосе                                                                                 |      | |
| Знання це сила, скульптурна композиція                                                           |                     | В'їзд до міста з боку Знам'янки, на розі вулиць Знам'янської та Героїв Сталінграда, мікрорайон Перемога                |      | В жовтні 2013 року, до візиту президента Януковича, на скульптуру було надягнуто прапор Партії регіонів, блакитний браслет та написано назву програми тодішного губернатора-регіонала «Центральний регіон-2015». Під час Євромайдану нардеп Олег Царьов оголосив прапор своєї партії прапором Євросоюзу. Пізніше прапор було замінено державним прапором України. |
| Ліквідаторам аварії на ЧАЕС                                                                      | 5 вересня 2017 року | Соборний проспект, сквер перед міською радою                                                                           |      | |
| Захисникам України                                                                               | 24 серпня 2017 року | Соборний проспект, сквер перед міською радою                                                                           |      | |
| Камінь на місці майбутнього пам'ятника Григорію Усику, засновнику Усівки.                        |                     | Соборний проспект, сквер Козака Усика                                                                                  |      | |
| Алея Пам'яті                                                                                     | 24 серпня 2023 .    | Соборний проспект, сквер Козака Усика                                                                                  |      | |

## Колишні пам'ятники
| Назва                                                      | Дата встановлення | Дата знесення       | Розташування                                                          | Фото | Короткі відомості                                                                                 |
| Леніну                                                     | 1970-ті           | 22 лютого 2014 року | У центрі Соборної площі                                               |      | До середини 1970-х рр. на тому місці знаходився інший пам'ятник Леніну на власному постаменті     |
| Леніну і червоноармійцю                                    |                   | 22 лютого 2014 року | На Привокзальній площі                                                |      |                                                                                                   |
| Максиму Горькому                                           |                   | 13 серпня 2022 року | Подвір'я школи № 2 імені Максима Горького (вул. Святомиколаївська, 1) |      | Демонтований за рішенням міськради після початку широкомасштабного російське вторгнення в Україну |
| Бойовим і трудовим подвигам комсомольців міста Олександрії |                   | 2022                | Театральний сквер перед міським палацом культури                      |      | Демонтовано за рішенням міськради після початку широкомасштабного російське вторгнення в Україну  |